# إد ووكر (صحفي)
إد ووكر (بالإنجليزية: Ed Walker)‏ هو ناشر وصحفي وشخصية أعمال أمريكي، ولد في 28 أغسطس 1917 في سان جوان باوتيستا في الولايات المتحدة، وتوفي في 28 أكتوبر 2011 في Providence Alaska Medical Center ‏ في الولايات المتحدة.